# 布雷盖-萨班站
布雷盖-萨班站（法語：Bréguet - Sabin）是巴黎地鐵的一個車站，服務巴黎地鐵5號線。站名來自於布雷盖路，而這條路名則是紀念布雷盖家族，他是當地的鐘錶匠和發明家。

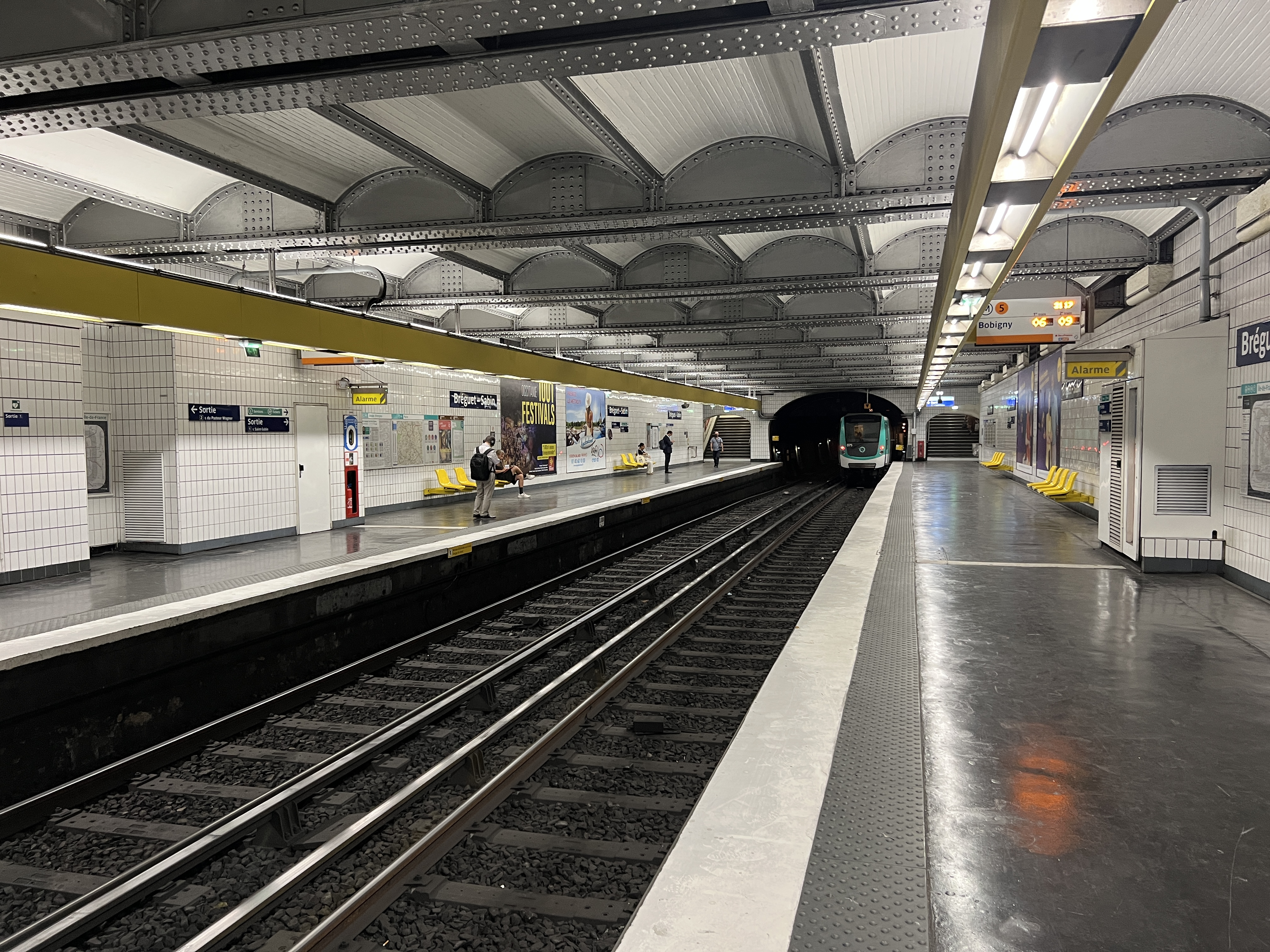
月台 (2022年6月)

## 車站結構
| 街道  |                    |                                         |
| B1    | 夾層               |                                         |
| 5號線 | 南行               | 往意大利廣場（巴士底）                  |
| 5號線 | 島式月台，左側開門 |                                         |
| 5號線 | 北行               | 往博比尼-巴勃羅·畢卡索（里夏爾-勒努瓦） |